# Herrschaft Caldonatz
Die Herrschaft Caldonatz war eine Herrschaft mit Sitz in Caldonazzo, heute ein Ort in der Provinz Trentino in der italienischen Region Trentino-Südtirol. Sie gehörte bis 1801 über das Hochstift Trient zum österreichischen Reichskreis.